# Белокриницкая, Сильвия Семеновна
Сильвия Семёновна Белокриницкая (15.03.1928, Харьков — 29 декабря 2013, Москва) — советский и российский переводчик, лингвист. Член Союза писателей.

## Биография
Родилась в семье директора Харэнерго Белокриницкого Семёна Михайловича. Её мать, Барац Вера Семёновна, занималась переводами.
С 1928 по 1937 год она жила с родителями в Харькове. Во время «большого террора», в мае 1937 г. был арестован её отец и в декабре 1937 г. расстрелян. Мать арестовали в декабре 1937 г. и сослана в Темниковский исправительно-трудовой лагерь (Темлаг), где она умерла в мае 1942 году.
После ареста родителей в 1938 году Сильвия переехала в Москву к сестре матери, Раисе Семёновне Барац. В годы Великой отечественной войны была эвакуирована в Свердловск, откуда в 1943 году вернулась в Москву. В 1945 г. окончила школу и поступила на филологический факультет Московского государственного университета, который окончила в 1951 г. Из-за репрессированных родителей имела трудности с устройством на работу.
С 1951 года работала в различных библиотеках. В 1957 году Сильвия устроилась в Институт точной механики и вычислительной техники АН СССР в лабораторию машинного перевода. В 1960 году перешла в Институт русского языка АН СССР, где проработала десять лет. Одновременно занималась переводами. С 1971 года стала работать в издательстве «Прогресс», переименованном в 1982 году в издательство «Радуга».
Работая в Институте русского языка, Сильвия Семёновна общалась с Ларисой Богораз и Константином Бабицким. После ареста коллег, она подписывала письмо в их поддержку и письмо протеста против процесса Гинзбурга-Галанскова.
Умерла 29 декабря 2013 г. Похоронена на Даниловском кладбище.

## Переводы
Сильвия Семёновна переводила с немецкого, нидерландского, английского и шведского и датского языков.
В её переводе опубликованы : с немецкого — повесть «Судья и его палач» и рассказы «Пилат» и «Минотавр» Ф. Дюрренматта, романы «Немой», «Фотограф Турель» О. Ф. Вальтера; с нидерландского — книга «Убежище» (Дневник Анны Франк) (М., 1994), «Уроки английского» Й. Ванделоо, «Мёртвый сезон» В. Рейслинка, пьеса «Сахар» Х. Клауса, рассказы Б. ден Ойла («ИЛ», 1975, № 11), рассказы Х. Мулиша «Усовершенствованный человек» и «Граница» (в сборнике «Современная нидерландская новелла», 1981); с английского — рассказы У. Фолкнера («Развод в Неаполе»), Ф. С. Фицджеральда «Самое разумное» и др.; со шведского — «Улыбки летней ночи» И. Бергмана (в сборнике «Осенняя соната», Библиотека «ИЛ», 1988, с датского — «Всего лишь скрипач» Ханса Кристиана Андерсена, Текст, 2001 .